# Хипоксијом изазвани фактори
Хипоксијом изазвани фактори (ХИФ) су елементи транскрипције који реагују на смањење доступног кисеоника у ћелијском окружењу, или на хипоксију. Они такође реагују на случајеве псеудохипоксије, као што је то случај код недостатак тиамина.
И хипоксија и псеудохипоксија доводе до оштећења производње аденозин трифосфата (АТП) од стране митохондрија.

## Опште информације
Фактор који је изазван хипоксијом (ХИФ)-1 је димерни протеински комплекс који игра интегралну улогу у одговору тела на ниске концентрације кисеоника, или хипоксију. ХИФ-1 је међу примарним генима укљученим у хомеостатски процес, који може повећати васкуларизацију у хипоксичним подручјима као што су локализована исхемија и тумори. То је фактор транскрипције за десетине циљних гена; док је ХИФ-1  неопходан за имунолошке одговоре и кључни је физиолошки регулатор хомеостазе, васкуларизације и анаеробног метаболизма. Штавише, ХИФ-1 се све више проучава због свог уоченог терапеутског потенцијала. Пошто изазива ангиогенезу, побољшање овог гена код пацијената са исхемијом могло би да подстакне пролиферацију крвних судова потребну за оксигенацију. Насупрот томе, како ХИФ-1 омогућава преживљавање и пролиферацију ћелија рака због својих ангиогених својстава, њгова инхибиција би потенцијално могла спречити ширење рака. 
Уз растуће разумевање пута ХИФ-1, инхибиција и стимулација његове транскрипционе активности преко малих молекула тренутно је атрактиван циљ. Генска терапија за постизање и пролиферације крвних судова и регресију рака је демонстрирана у студијама на животињама, али захтева значајно побољшање и модификацију пре него што постане комерцијално доступна.

## Метаболизам кисеоника код сисара
Кисеоник је потребан ћелијама већине организама да би произвеле адекватне количине АТП-а неопходне за метаболичке активности. Хипоксија, или недостатак кисеоника, јавља се у људским ткивима и ћелијама због разних стања, укључујући поремећаје срца и плућа, анемију и проблеме са циркулацијом. У зависности од тежине, може доћи до трајног оштећења ткива и ћелија.
Међутим, хипоксија такође може играти важну и корисну улогу у људској физиологији и развоју. Неопходан је за правилан развој ембриона. Иако су тачни механизми непознати, тензија кисеоника је повезана са затварањем неуралне цеви, посредовањем апоптозе и правилним морфолошким развојем током гестације. Овакви налази указују на то да поред генетских знакова, услови средине као што је хипоксија служе као сигнали у ембрионалном развоју.
Многи организми су развили механизме прилагођавања за хипоксична стања. Промена нивоа кисеоника може довести до активације или потискивања одређених хомеостатских регулаторних гена, омогућавајући опстанак ткива и ћелија упркос флуктуирајућим условима животне средине. Гени као што је ХИФ-1, чија је активација подстакнута хипоксичним условима, могу да ступе у интеракцију са ензимима и другим факторима транскрипције како би контролисали васкуларизацију и раст ткива. Док су микроокружења која окружују канцерогене туморе изузетно хипоксична, пролиферација таквих маса често је омогућена активацијом ХИФ-1, што доводи до повећане ангиогенезе и, самим тим, до повећаног снабдевања кисеоником у том подручју.
С обзиром на његову истакнуту функцију, манипулација активношћу ХИФ-1 у областима исхемије и туморских маса постала је фокус у настојању да се развију неинвазивне, фармацеутске опције лечења за пацијенте са раком и срчаним обољењима. Иако ниједан такав људски протеин није успешно регулисан научним средствима, контрола активности ХИФ-1 је све изводљивија како се разјашњавају детаљи његове структуре, функције и генетског пута.

## Структура
Врсте које дишу кисеоник изражавају високо конзервирани транскрипциони комплекс ХИФ-1, који је хетеродимер састављен од алфа и бета подјединице, при чему је последња конститутивно експримирани нуклеарни транслокатор рецептора арил угљоводоника (ARNT). ХИФ-1 припада Per-ARNT-Sim  (ПАС) потфамилији основне хеликс-лооп-хелик (bHLH) фамилије транскрипционих фактора. Алфа и бета подјединица су сличне структуре и обе садрже следеће домене:
- Н-терминус – bHLH домен за везивање ДНК
- централни регион – Per-ARNT-Sim  (ПАС) домен, који олакшава хетеродимеризацију
- Ц-терминус – регрутује транскрипционе корегулационе протеине

## Чланови породице
У табели су наведени чланови људске ХИФ породице:
| Име    | ген   | протеина                                       |
| ------ | ----- | ---------------------------------------------- |
| ХИФ-1α | ХИФ1А | Фактор 1 изазван хипоксијом , алфа подјединица |
| ХИФ-1β | АРНТ  | Нуклеарни транслокатор АХР                     |
| ХИФ-2α | ЕПАС1 | протеин ендотелног домена ПАС1                 |
| ХИФ-2β | АРНТ2 | Нуклеарни транслокатор АХР рецептора 2         |
| ХИФ-3α | ХИФ3А | Фактор 3 изазван хипоксијом , алфа подјединица |
| ХИФ-3β | АРНТЛ | Нуклеарни транслокатор АХР рецептора 3         |

## Механизам деловања
ХИФ алфа подјединице су хидроксиловане на конзервираним остацима пролина помоћу ХИФ пролил хидроксилазе, омогућавајући им да буду препознате и убиквитиниране од стране ВХЛ убиквитин Е3 лигазе, што их означава за брзу деградацију од стране протеазома  . Ово се дешава само у нормоксичним условима. У хипоксичним условима, инхибитор ХИФ-пролил хидроксилазе је инхибиран јер користи кисеоник као косубстрат  .
Инхибиција преноса електрона у комплексу сукцинат дехидрогеназе услед мутација у генима SDHB или SDHD може изазвати акумулацију сукцината, који инхибира пролиферацију ХИФ хидроксилазе, чиме се стабилизује ХИФ-1α. Ово стање се назива псеудохипоксија .
ХИФ-1, стабилизован хипоксичним условима, активира неколико гена који промовишу преживљавање у условима ниског кисеоника. То укључује гликолитичке ензиме, који омогућавају синтезу АТП-а на начин независан од кисеоника, и фактор раста васкуларног ендотела (ВЕГФ), који промовише ангиогенезу . ХИФ-1 делује тако што се везује за елементе одговора на хипоксију (ХРЕ) у промотерима који садрже секвенцу 5'-РЦГТГ-3' (где је Р пурин , било А или Г ). Студије показују да хипоксија модулира метилацију хистона и репрограмира хроматин  . Овај рад је објављен истовремено са радом добитника Нобелове награде за физиологију или медицину Вилијама Келина млађег за 2019.  . Овај рад је забележен у независном уводнику  .
Показало се да протеин антагониста мишићне киназе А (мАКАП) регрутује убиквитин Е3 лигазу, утичући на стабилност и позиционирање ХИФ-1 унутар места деловања у језгру. Смањење мАКАП-а или поремећај његовог циљања на перинуклеарни (у кардиомиоцитима ) регион мења стабилност ХИФ-1 и транскрипциону активацију гена повезаних са хипоксијом. Дакле, „компартментализација“ сигналних компоненти осетљивих на кисеоник може утицати на хипоксични одговор  .
Напредно познавање молекуларних регулаторних механизама активности ХИФ1 у условима хипоксије у оштрој је супротности са недостатком информација о механичким и функционалним аспектима који утичу на регулацију ХИФ1 посредовану НФ-κБ у нормоксичним условима. Међутим, стабилизација ХИФ-1α се такође детектује у нехипоксичним условима кроз раније непознат механизам. Показало се да је НФ-κБ (нуклеарни фактор κБ) директни модулатор експресије ХИФ-1α у присуству нормалне тензије кисеоника. Студије сиРНА ( мале интерферирајуће РНК ) за појединачне чланове НФ-κБ откриле су диференцијалне ефекте на нивоу ХИФ-1α мРНА , што сугерише да НФ-κБ може регулисати базалну експресију ХИФ-1α. Коначно, показано је да када се ендогени НФ-κБ индукује ТНФ-α (фактор некрозе тумора α), нивои ХИФ-1α се такође мењају, на начин који зависи од НФ-κБ . ХИФ-1 и ХИФ-2 имају различите физиолошке улоге. ХИФ-2 регулише производњу еритропоетина у одраслом животу.

### Поправка, регенерација и подмлађивање ткива
У нормалним условима, након повреде, ХИФ-1α се разграђује пролил хидроксилазама (ПХД). У јуну 2015, научници су открили да дуготрајна активација ХИФ-1α коришћењем ПХД инхибитора регенерише изгубљено или оштећено ткиво код сисара који имају одговор на поправку; и даље смањење нивоа ХИФ-1α резултира зарастањем ожиљака код сисара са претходним регенеративним одговором на губитак ткива. Регулација ХИФ-1а може или да искључи или укључи кључни процес у регенерацији сисара  . Један такав регенеративни процес у који је укључен ХИФ1А је зарастање коже  . Истраживачи са Медицинског факултета Универзитета Станфорд показали су да активирање ХИФ1А може спречити и лечити хроничне ране код старијих мишева са дијабетесом. Не само да су ране мишева брже зарасле, већ је и квалитет нове коже био чак и бољи од оригиналне. Даље, описан је регенеративни ефекат модулације ХИФ-1А на старе ћелије коже  , а код пацијената је показано дејство подмлађивања на остарелу кожу лица. ХИФ модулација такође има позитиван ефекат на губитак косе. Овај механизам користи биотехнолошка компанија из Беча која је на основу патентираног активног састојка ХСФ (ХИФ Енханцемент Фацтор), развила производи за које се верује да промовишд регенерацију коже и косе  .

## ХИФ у истраживању
Цео спектар функције ХИФ-1 још није схваћен. Сходно томе, регулација активације фактора транскрипције код људи још није постигнута. Тек недавно је описано да различите ХИФ-1α хидроксилазе утичу и регулишу нивое овог транскрипционог фактора другачије. Остаје још много да се научи о селективности и својствима фактора који утичу на ХИФ-1 пут.
Иако су тренутни напори да се манипулише путем ХИФ-1 углавном усредсређени на потребу за лечењем рака и исхемије, сугерисано је да ХИФ-1α може играти улогу у настанку плућне фиброзе.  Како молекуларни механизми који доводе до појаве ове болести остају непознати, инактивација ХИФ-1α у респираторним ћелијама може бити важна линија истраживања. Упркос таквим сивим зонама у знању о ХИФ-1, контрола овог фактора транскрипције заправо остаје циљ високог приоритета. Модулација пута ХИФ-1 обећава да ће имати значајне ефекте на лечење рака и срца, и тако потенцијално утицати на животе милиона људи који су погођени овим болестима.